# Calcio ai III Giochi panamericani

La terza edizione del torneo di calcio ai Giochi panamericani si è svolta a Chicago, negli Stati Uniti, dal 21 agosto al 5 settembre 1959. Il girone è composto da sette formazioni, due affiliate alla CONMEBOL e cinque alla CONCACAF. L'Argentina, campione in carica, vince per la terza volta consecutiva la manifestazione.

## Incontri e classifica
| Squadra     | P  | G | V | N | S | GF | GS | DR  |
| ----------- | -- | - | - | - | - | -- | -- | --- |
| Argentina   | 11 | 6 | 5 | 1 | 0 | 20 | 4  | +16 |
| Brasile     | 9  | 6 | 4 | 1 | 1 | 27 | 11 | +16 |
| Stati Uniti | 8  | 6 | 4 | 0 | 2 | 25 | 15 | +10 |
| Haiti       | 6  | 6 | 3 | 0 | 3 | 19 | 20 | −1  |
| Costa Rica  | 5  | 6 | 2 | 1 | 3 | 10 | 16 | −6  |
| Messico     | 3  | 6 | 1 | 1 | 4 | 13 | 20 | −7  |
| Cuba        | 0  | 6 | 0 | 0 | 6 | 4  | 32 | −28 |

| Haiti       | 8–2 | Cuba        |
| Argentina   | 4–1 | Stati Uniti |
| Brasile     | 4–2 | Costa Rica  |
| Stati Uniti | 7–2 | Haiti       |
| Messico     | 1–1 | Costa Rica  |
| Brasile     | 4–0 | Cuba        |
| Argentina   | 4–1 | Messico     |
| Brasile     | 3–5 | Stati Uniti |
| Argentina   | 1–0 | Haiti       |
| Messico     | 6–1 | Cuba        |
| Argentina   | 3–1 | Costa Rica  |
| Brasile     | 9–1 | Haiti       |
| Argentina   | 7–0 | Cuba        |
| Costa Rica  | 0–4 | Haiti       |
| Stati Uniti | 5–0 | Cuba        |
| Argentina   | 1–1 | Brasile     |
| Stati Uniti | 4–2 | Messico     |
| Stati Uniti | 3–4 | Costa Rica  |
| Brasile     | 6–2 | Messico     |
| Costa Rica  | 2–1 | Cuba        |
| Haiti       | 4–1 | Messico     |